# Île de Miémar
L'île de Miémar est une île située sur le Rhône, dans le département du Gard en région Occitanie, appartenant administrativement à Roquemaure.

## Description
Rectangulaire, elle s'étend sur environ 2 km de longueur pour 1,1 km de largeur. Elle est traversée au nord par la D980 et est occupée en grande partie par des cultures et une entreprise. On y trouve aussi un restaurant, l'Auberge de Miemart.

## Histoire
Elle abritait au XIIe siècle l'église Sancti Martini de Riberiis vel Sancti Genesii de Mimarno, appartenant à l'abbaye Saint-André de Villeneuve-lès-Avignon, qui a été emportée lors d'une crue du Rhône.
Un grand pont suspendu s’étendant entre le sud d'Orange (lieu-dit Auriac) et l'île, aujourd'hui détruit, y avait été construit.